# Østergade (Hadsund)
 For alternative betydninger, se Østergade. (Se også artikler, som begynder med Østergade)
Østergade er en 1,8 km lang gade i det centrale Hadsund, og er præget af ældre små og store byhuse. Den er Hadsunds femtestørste gade med 4.131 køretøjer om dagen. Gaden var indtil landevejen blev omlagt den 3. december 1982 en del af hovedlandevejen mellem Als og Hadsund. Det nuværende navn betyder sandsynligvis gaden mod øst.

## Beliggenhed
Vejen går fra krydset Storegade/Nørregade/Hornbechsvej i vest, og den ender i Industriparken i øst. Gl. Visborgvej og Jernbanegade er større veje der ender i Østergade.

## Beskrivelse
Vejen er en tosporet vej med én kørebane i hver retning og med fortov og cykelsti i begge sider af vejen. Den har forbindelse til Sekundærrute 507 via Hornbechsvej, som ender ved Himmerlandsgade som er en del af Sekundærrute 507. Den har også forbindelse til Sekundærrute 541 via Industriparken. Gaden er en butiksgade med bager, købmand, en malerbutik og Hadsund Kirke.

## Betydning
Fra gaden er der adgang til et villakvarter via Nørregade, Sjællandsgade, Jyllandsgade og Fyensgade. Der er også adgang til boligkvarteret via Gl. Visborgvej. Østergade Hadsund KulturCenter og Hadsund Kirke via Kirkegade, og via Hornbechsvej er der adgang til Hadsund Rådhus og Hadsund Posthus. Den giver også adgang til Hadsund Dyrehave og Hadsund Egns Museum via Rosendalsvej, som ligger 20 m fra Nørregade.

## Historie
I 1800'erne var gaden kun 400 meter lang; den gik som i dag fra Hornbechsvej, men drejede ind ad Gl. Visborgvej - dengang en del af Gl. Visborgvej. Den del af vejen fra Hornbechsvej til Gl. Visborgvej hed oprindeligt Skolegade, efter at byens første skole blev bygget i gaden. Efter 1880'erne kom vejen til at fortsætte lige ud, hvor vejen før drejede ind ad Gl. Visborgvej. Den nye del af vejen kom til at hedde Alsvej og fortsatte til byen Als. Før måtte man tage Gl. Visborgvej for at komme til Als. Efter 1. april 1969, hvor jernbanen Aalborg-Hadsund Jernbane blev nedlagt, blev der lavet ny vej til Als. Det sted jernbanen lå og den gamle vej til Als kom til at ende ved vejen Industriparken. Kort efter skiftede vejen fra Hornbechsvej til Industriparken navn til Østergade.
Østergade var en gade, der var fyldt med butikker. Der har været bager, slagter, købmand, malerforretning, benzintank mm. Der hvor der i dag er malerforretning, lå skolen til den blev flyttet til Kirkegade. Gaden hed dengang Skolegade.
På hjørnet af Gl. Visborgvej og Østergade er der nu bygget ældreboliger. Der var før dem en benzintank, som havde skiftende navne. Den blev revet ned i 2009.

## Galleri
- Østergades vejskilt
- Gadeparti fra Østergade i Hadsund
- Gaden set fra nær enden i øst. Set mod midtbyen og vest
- Længere fremme end billedet til venstre.
- De gamle bygningen som er byttet ud til Østergade. Set mod vest.
- Østergade nær gågaden og centrum. Den hvide bygning i midten af billedet er Købmandsgaarden Carlshåb, der ligger i gågaden.
- Østergade fra enden af gågaden mod øst.
- Østergade ved nr. 72.